# Geert Verdeyen
Geert Verdeyen (né le 15 août 1973 à Diest) est un coureur cycliste belge. Il est actif des années 1980 à 2000.

## Biographie

### Enfance et formation
Geert Verdeyen est né à Diest,.

### Carrière
Geert Verdeyen est notamment devenu champion de Belgique du contre-la-montre en 2000 et en 2002, chez les élites sans contrat.
Parmi ses victoires on compte le Mémorial Philippe Van Coningsloo 1997 et le Tour des Flandres juniors en 1992.

## Palmarès
- 1991
  - Champion du Brabant du contre-la-montre juniors
  - 3e du championnat du Brabant sur route juniors
- 1992
  - 1er Tour des Flandres juniors[4]
  - 2e du championnat de Belgique sur route juniors
- 1994
  - 2e du championnat du Brabant du contre-la-montre
- 1995
  - Champion du Brabant du contre-la-montre
- 1996
  - Flèche des Barrages
- 1997
  - Champion du Brabant sur route
  - Champion du Brabant du contre-la-montre
  - Grand Prix Betekom
  - 1er Mémorial Philippe Van Coningsloo[5]
  - 2e du Challenge de Hesbaye
  - 2e du Grand Prix Criquielion[4]
- 1998
  - Zesbergenprijs Harelbeke
  - 2e du Tour du Limbourg amateurs
  - 2e du Grand Prix Criquielion[4]
  - 2e de la Coupe Egide Schoeters
- 1999
  - Trofee van Haspengouw
  - 2e étape du Tour du Brabant flamand
  - 2e de Romsée-Stavelot-Romsée
- 2000
  -  Champion de Belgique de cross-country marathon
  -  Champion de Belgique du contre-la-montre des élites sans contrat
- 2001
  - 3e du championnat de Belgique du contre-la-montre des élites sans contrat
  - 3e du championnat de Belgique de cross-country marathon
- 2002
  -  Champion de Belgique du contre-la-montre des élites sans contrat